# Tulpa diverticulata
Tulpa diverticulata är en nässeldjursart som beskrevs av Totton 1930. Tulpa diverticulata ingår i släktet Tulpa och familjen Campanulariidae. Inga underarter finns listade i Catalogue of Life.